# Caio Duilio osztály

Az olasz Regia Marina (Királyi Haditengerészet) jelvénye.

A Caio Duilio osztály egységei, a Regia Nave Caio Duilio és az RN Andrea Doria az olasz Regia Marina (Királyi Haditengerészet) dreadnought csatahajói (nave da battagila) voltak. A korábbi, három egységből álló Conte di Cavour osztály javított változataiként, a francia Bretagne osztály csatahajóira adott válaszként épültek. Az osztály két egységét 1937 és 1940 között teljes mértékben modernizálták, hosszú pályafutás után, 1956-ban selejtezték le őket. A csatahajókat Gaius Duilius-ról, az első pun háború neves római hadvezéréről, és Andrea Doria (1466-1560) genovai államférfiről és tengernagyról nevezték el.

## Dizájn
A két egységből álló Caioa Duilio osztályt Giuseppe Valsecchi altengernagy, a Regia Marina haditengerészeti főmérnöke (Generale del Genio navale) tervezte a megelőző, háromtagú Conte di Cavour osztály (Conte di Cavour, Giulio Cesare, Leonardo da Vinci) javított változataként, az épülő, háromtagú, 10 db 340 mm L/45 ágyúval felszerelt francia Bretagne osztályra (Bretagne, Provence, Lorraine) adott válaszként. A Conte di Cavour osztályhoz képest a fő fegyverzet (13 x 305 mm L/ 46 ágyú) ugyanaz maradt, ahogy a lövegtornyok elrendezése is, azonban a Caio Duilio osztály alacsonyabb felépítményeket, erősebben páncélozott barbettákat kapott, a középső, háromágyús 305 mm-es lövegtornyot egy fedélzettel alacsonyabban helyezték el, valamint változtattak a másodlagos fegyverzet elrendezésén és kaliberén is, a Conbte di Cavour osztály 18 db 120 mm-es lövege helyett 16 db 152 mm-es löveget alkalmaztak.

Az elődtípus, a Conte di Cavour osztály fő lövegtornyainak elrendezése, mely megegyezett a Caio Duilio osztályéval, annyi különbséggel, hogy a középső lövegtorony egy fedélzettel lejjebb került, valamint eltért a másodlagos fegyverzet elrendezése és kalibere is.
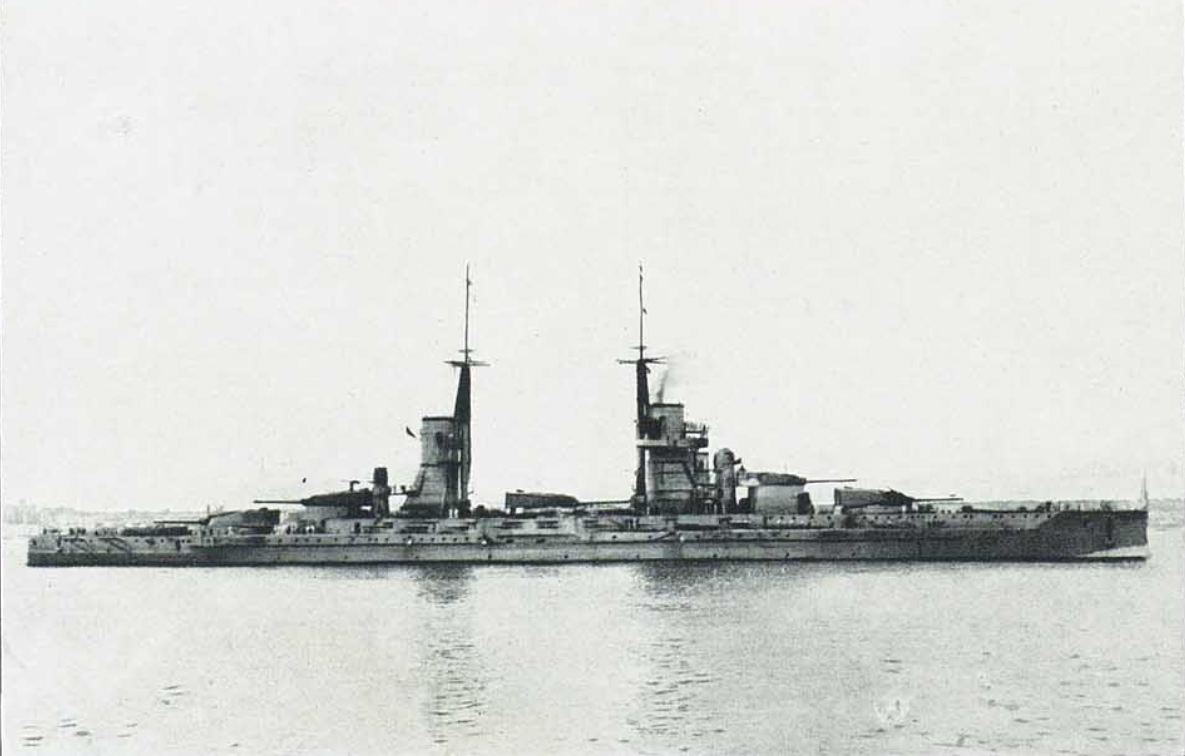
Conte di Cavour osztályú olasz csatahajó, a Conte di Cavour, vagy a Giulio Cesare 1919-ben.
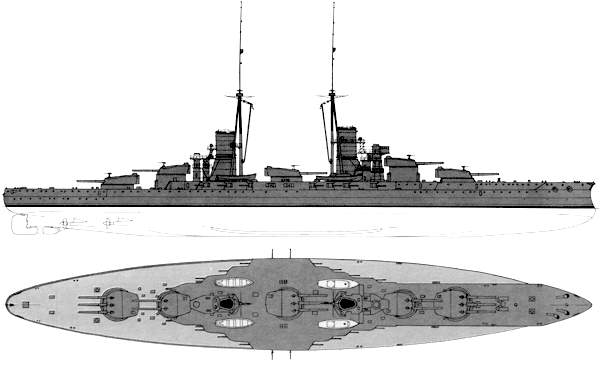
Az elődtípus, a Conte di Cavour osztály jellegrajza.
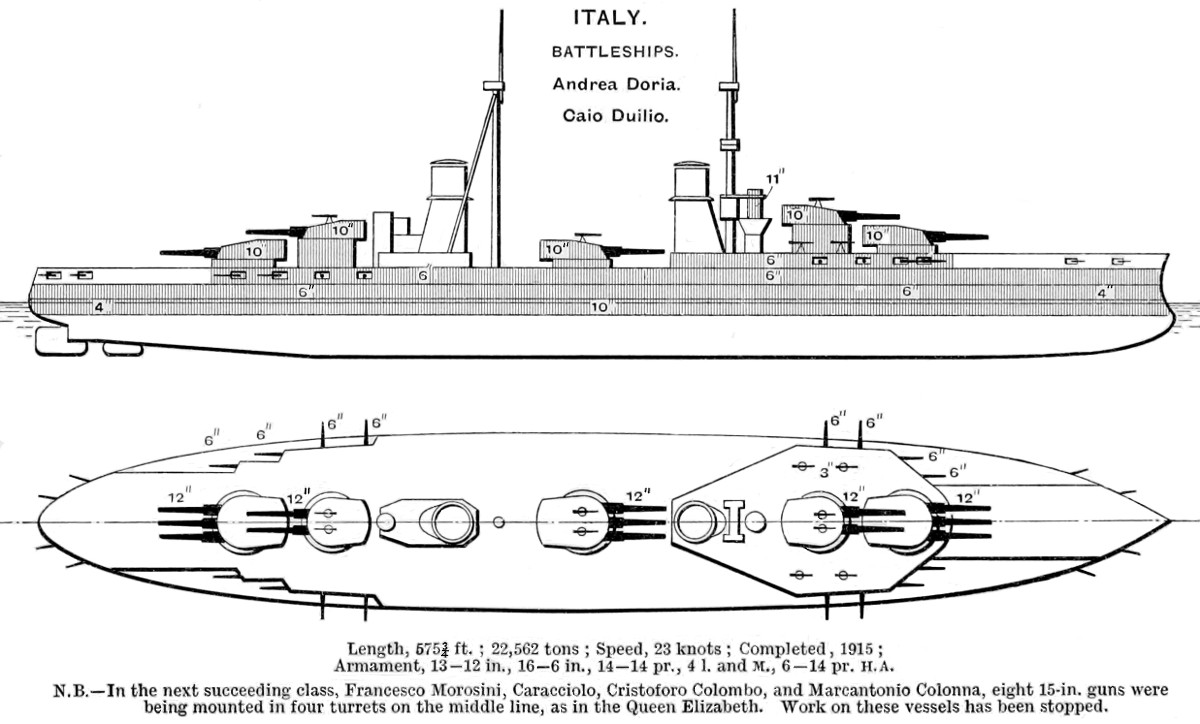
A Caio Duilio osztály jellegrajza a brit Brassey's Naval Annual szakkönyv 1923-as kiadásában. Látható, hogy a középső lövegtorony egy fedélzettel lejjebb került a Conte di Cavour osztályhoz képest, valamint a másodlagos fegyverzet is más elrendezést kapott.
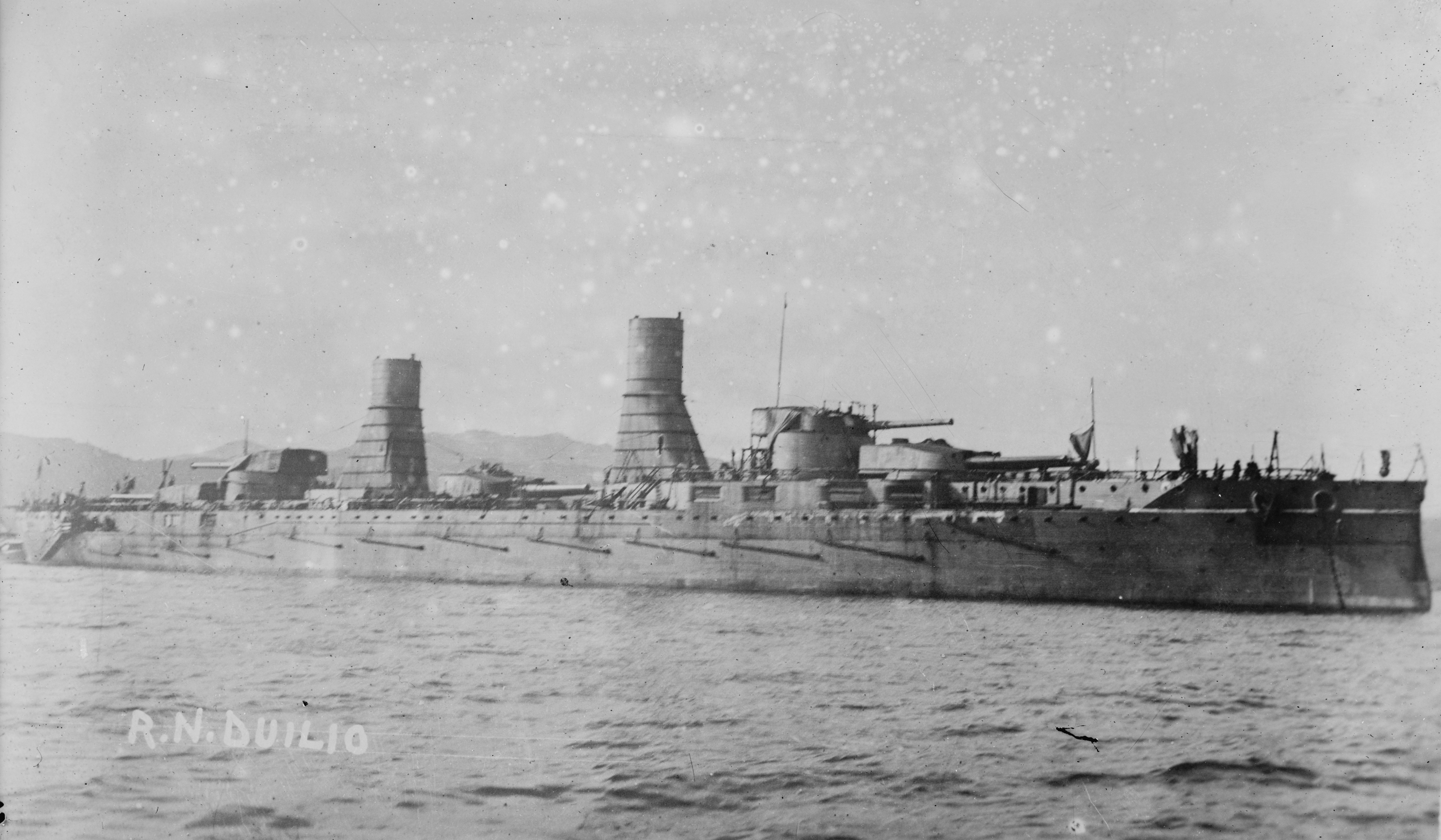
A Caio Duilio olasz csatahajó építése során, 1913-as vízre bocsátását követően.
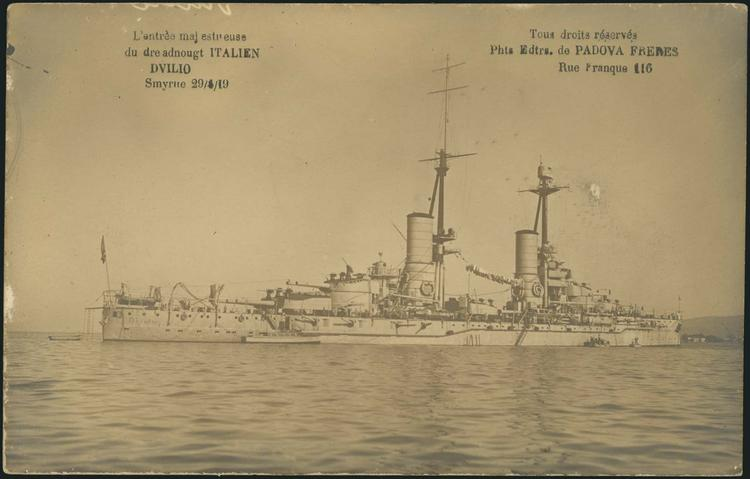
A Caio Duilio csatahajó 1919. április 19-én Szmirnában.
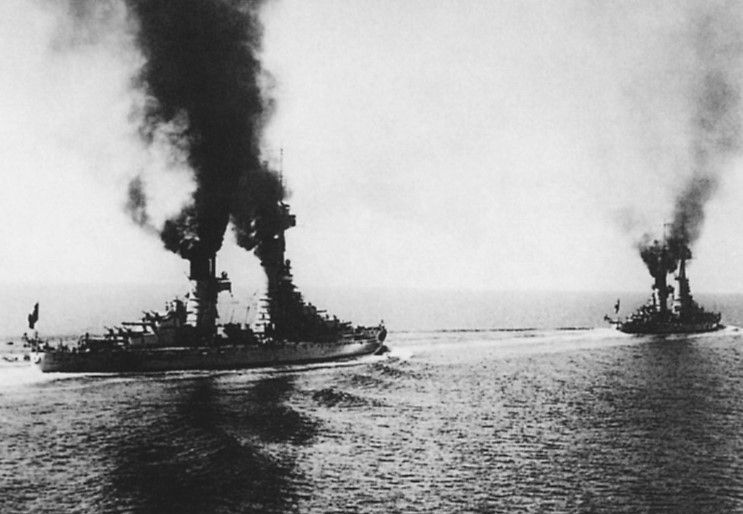
Az Andrea Doria és a Caio Duilio olasz csatahajók az 1920-as években.
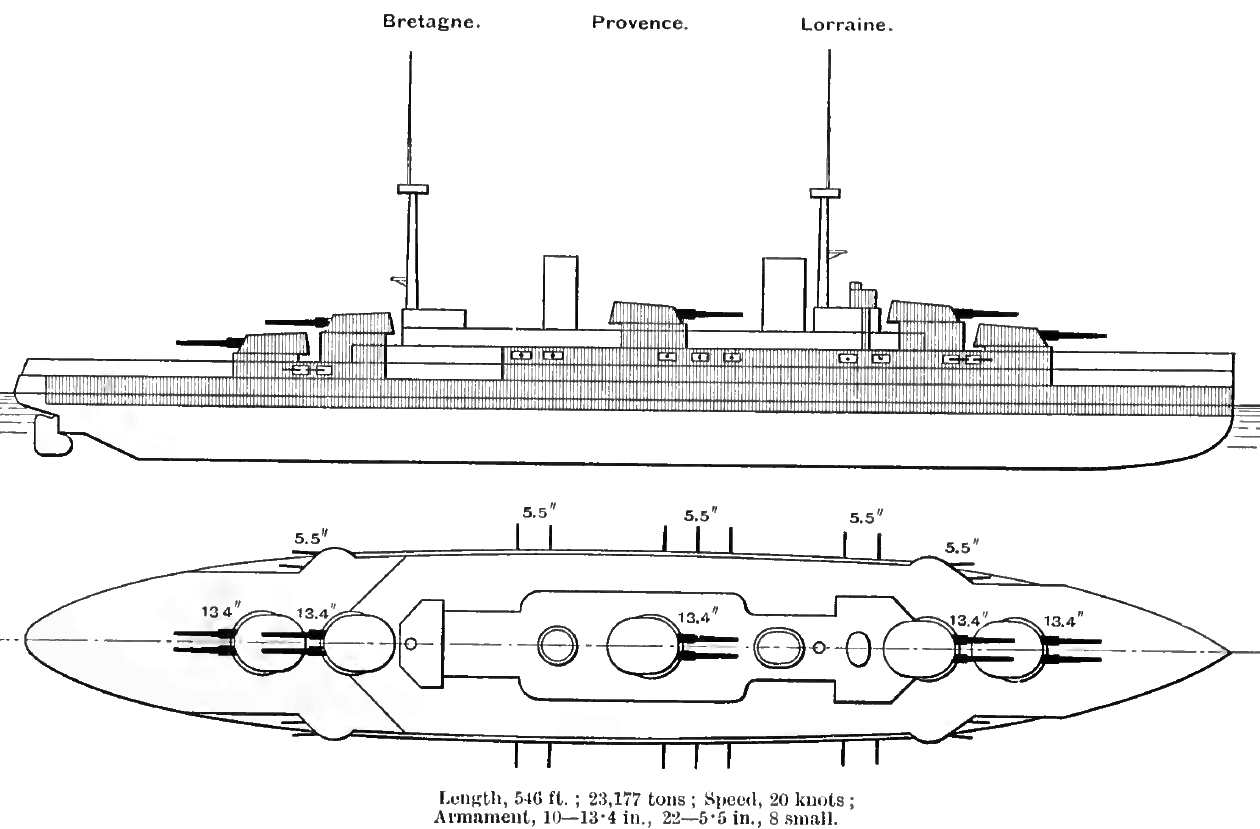
A francia Bretagne (Bretagne, Provence, Lorraine) osztály jellegrajza a brit Brassey's Naval Annual szakkönyv 1915-ös kiadásában. A Caio Duilio osztály ezekre a francia csatahajókra adott olasz válaszként épült.

### Fegyverzet

#### Fő fegyverzet
A Caio Duilio cosztály fő fegyverzetének érdekessége, hogy a Caio Duilio és az Andrea Doria csatahajók más-más típusú, 305 mm-es L/46 ágyúval lettek felszerelve. A Caio Duilio 13 darab brit tervezésű, olasz  licencgyártmányú 305 mm L/46 Model 1909 Elswick Pattern "T" ágyúból állt, ezeket kapták korábban a Dante Alighieri és a Giulio Cesare csatahajók is. Az Andrea Doria ellenben 13 darab brit tervezésű, olasz licencgyártmányú 305 mm L/46 V1909 Vickers Mark "G" típusú ágyút kapott, mint korábban a Conte di Cavour és a Leonardo da Vinci csatahajók. Az Elswick és a Vickers lövegek főbb paraméterei megegyeztek, ezek három háromágyús 670 tonnás, és két kétágyús, 500 tonna tömegű lövegtoronyban, maximális tüzelési szektort biztosító szupertüzelő elrendezéssel kerültek beépítésre. Az ágyúk egyenként 62,5 tonnát nyomtak, teljes hosszuk 14,5 m, a lövegcső hossza ebből 14.021 m-t tett ki. A tűzgyorsaságuk elméletileg 2 lövés / perc, a gyakorlatban 1 lövés / perc. A maximális lőtávolságuk 20° csőemelkedés mellett 24 000 méter, a hatásos lőtávolság azonban ennél jóval kisebb. A páncéltörő lövedék tömege 452 kg, a lőszerkiszabat 40 páncéltörő és 30 repeszromboló lövedék / cső.

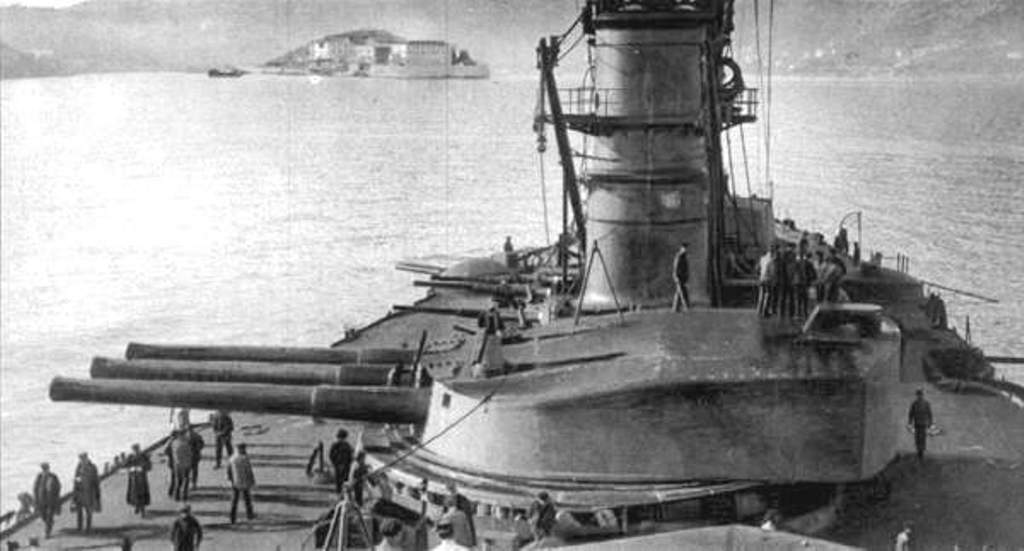
Háromágyús, 305 mm L/46 ágyús lövegtornyok az olasz Dante Alighieri csatahajó fedélzetén. Három-három ilyen, és két-két kétágyús lövegtornyot kapott a Conte di Cavour és a Caio Duilio osztályok öt csatahajója is, annyi különbséggel, hogy a Dante Alighieri hármas tornyai csak 645 tonnásak, a későbbi egységeké ellenben már 670 tonnásak voltak.
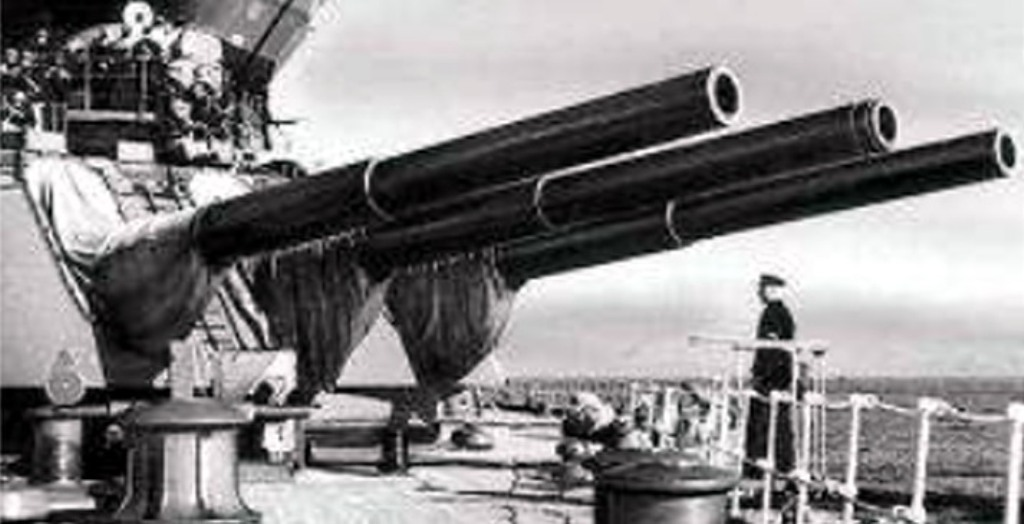
Az olasz Dante Alighieri csatahajó egyik háromágyús, 305 mm L/46 lövegtornya.

#### Másodlagos fegyverzet
Az osztály másodlagos fegyverzete 16 db 152 mm-es L/45 A1911 ágyúból (Ansaldo Cannone da 152/45 modello 1911) állt, melyek 47 kg tömegű lövedékeket tüzeltek, maximális lőtávolságuk 19,4 km volt. Továbbá rendelkeztek 13 db 76 mm L/50 V1909 ágyúval, 6 db 76 mm L/50 V1909 légvédelmi ágyúval, és 3 db 450 mm-es torpedó vetőcsővel is.

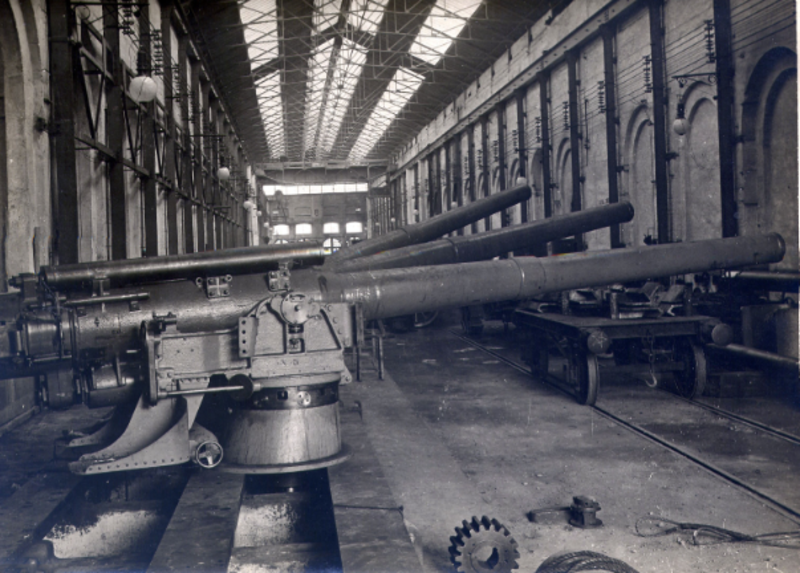
A Caio Duilio osztály másodlagos fegyverzetét képző 152 mm-es L/45 ágyúk (Ansaldo Cannone da 152/45 modello 1911) az Ansaldo cég hadiüzemében.

## Az átépített és korszerűsített Caio Duilio osztály
Az osztály egységeit 1937 és 1940 között teljesen újjáépítették és korszerűsítették, az elődtípus, a Conte di Cavour osztály mintájára, de áttervezett, azokénál korszerűbb másodlagos fegyverzettel. Teljesen új felépítményeket és kéményeket kaptak, a hajótestet az orrnál meghosszabbították, mely így 176 méteresről 186,9 méteresre nőtt. Hajtóművüket kicserélték 75 000 LE teljesítményű Beluzzo gőzturbinákra, és 8 db Yarrow kazánra, így maximális sebességük 26 csomósra emelkedett. Az újjáépítés során a csatahajók páncélzatát megerősítették, torpedóvédelmük Pugliese-rendszerű lett. A középső háromágyús fő lövegtornyukat eltávolították, a maradék 10 db löveget pedig a meglévő ágyúcsövek felfúrásával 305 mm-ről 320 mm átmérőjűre alakították át (320 mm L/44 Model 1936 típus). Az új másodlagos fegyverzet 4 db háromágyús lövegtoronyba épített 135 mm L/45 (Cannone da 135/45 OTO 1937) ágyúból állt. A fő légvédelmi fegyverzetet 10 db egyágyús lövegtoronyba épített, 90 mm L/53 (Cannone da 90/53) ágyú képezte. 
A modernizált Caio Duilio osztály új felépítményei az 1934-től épülő Littorio osztályú csatahajók (Littorio, Vittorio Veneto, Roma) mintájára készültek, új nehéz légvédelmi fegyverzetének típusa szintén ezekkel megegyező lett.

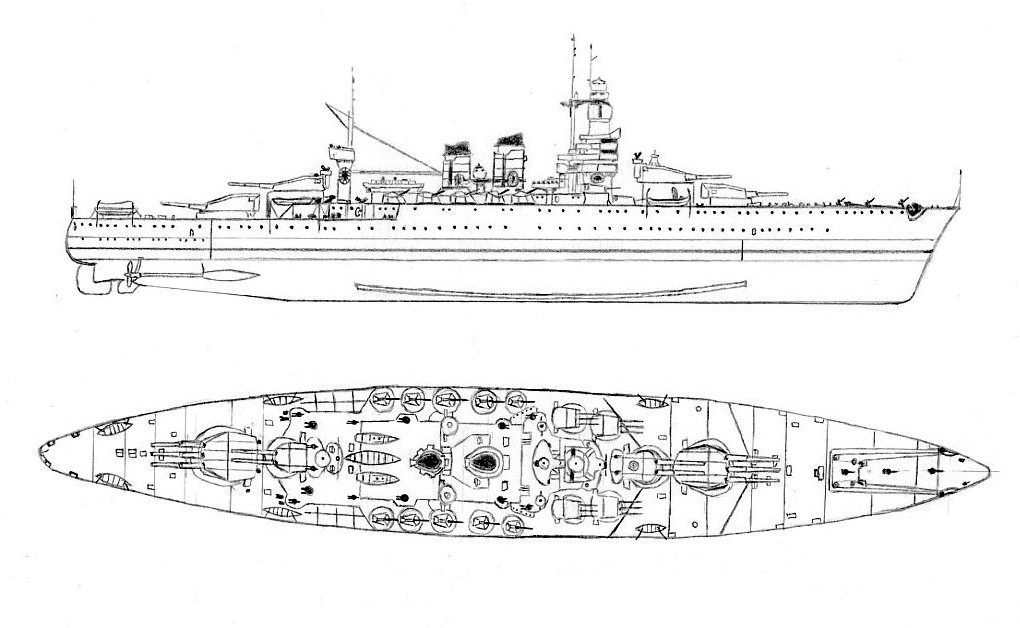
A Caio Duilio osztályú Andrea Doria csatahajó átépítés és modernizálás utáni jellegrajza
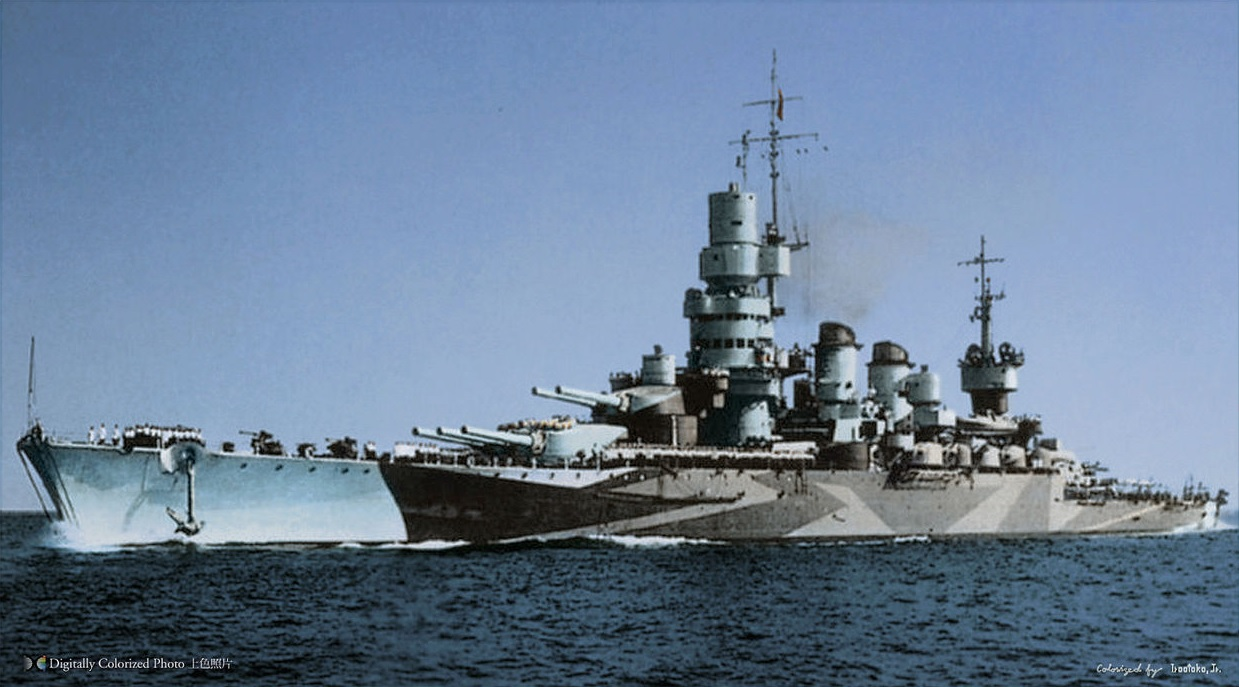
A Caio Duilio olasz csatahajó modernizációját követően, II. világháborús álcázófestéssel
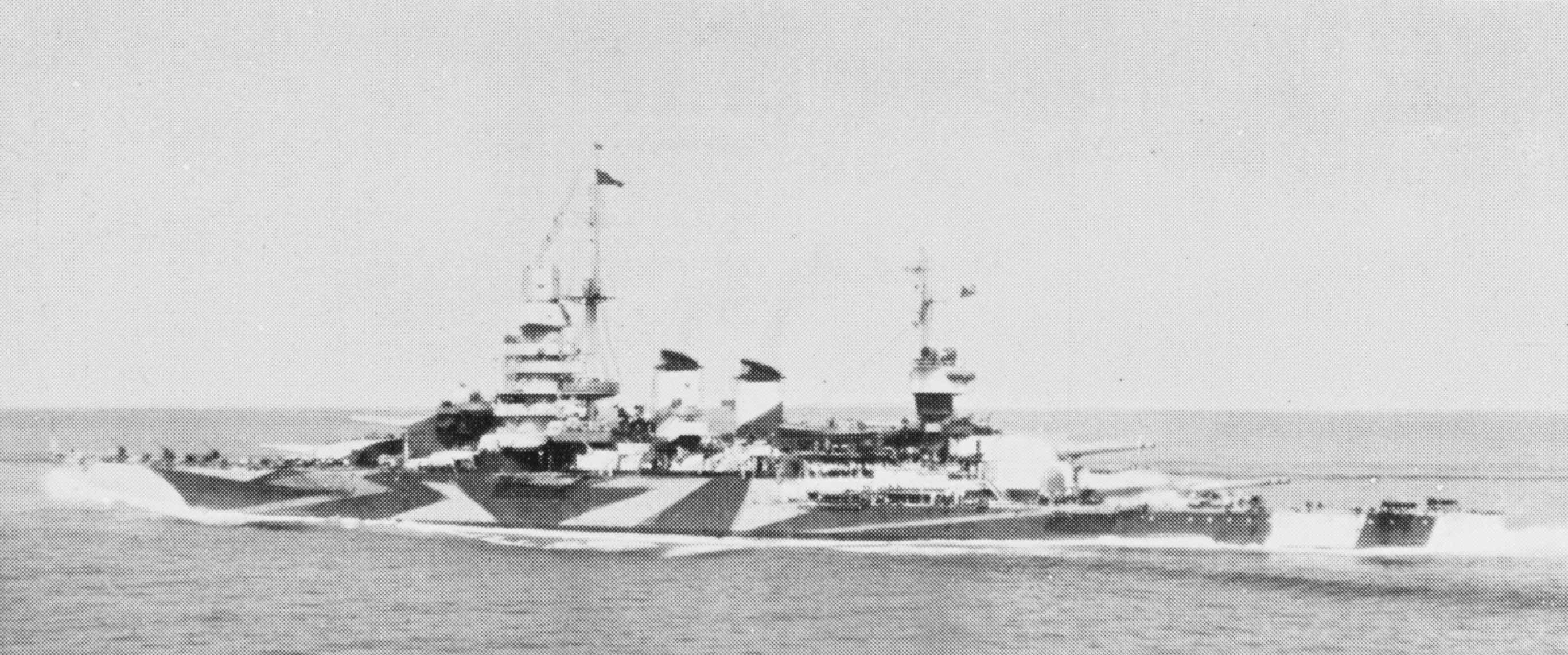
A Caio Duilio olasz csatahajó 1943. szeptember 9-én, Máltán, a kapituláció után
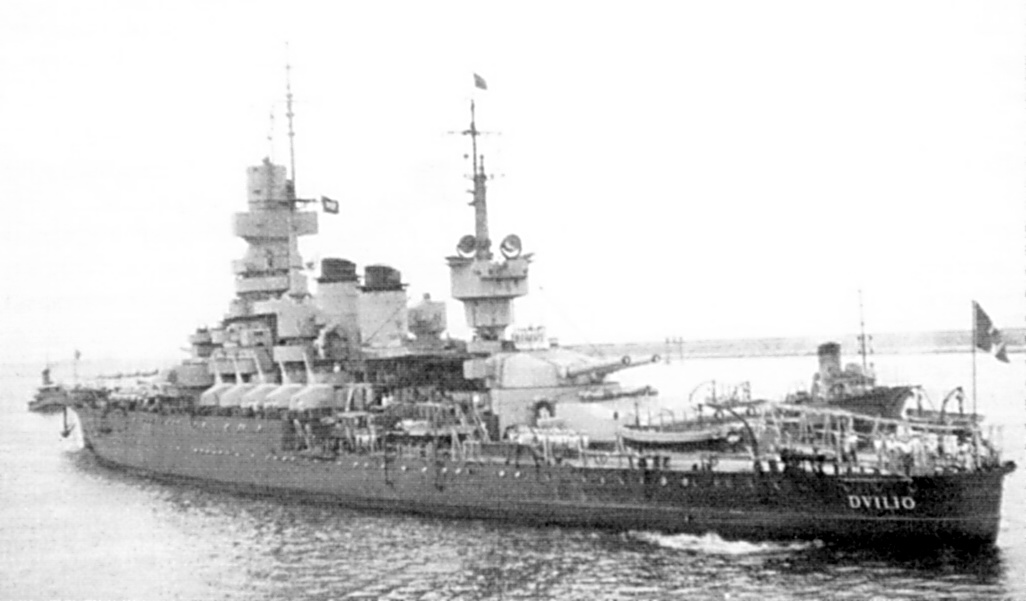
A Caio Duilio olasz csatahajó 1948-ban
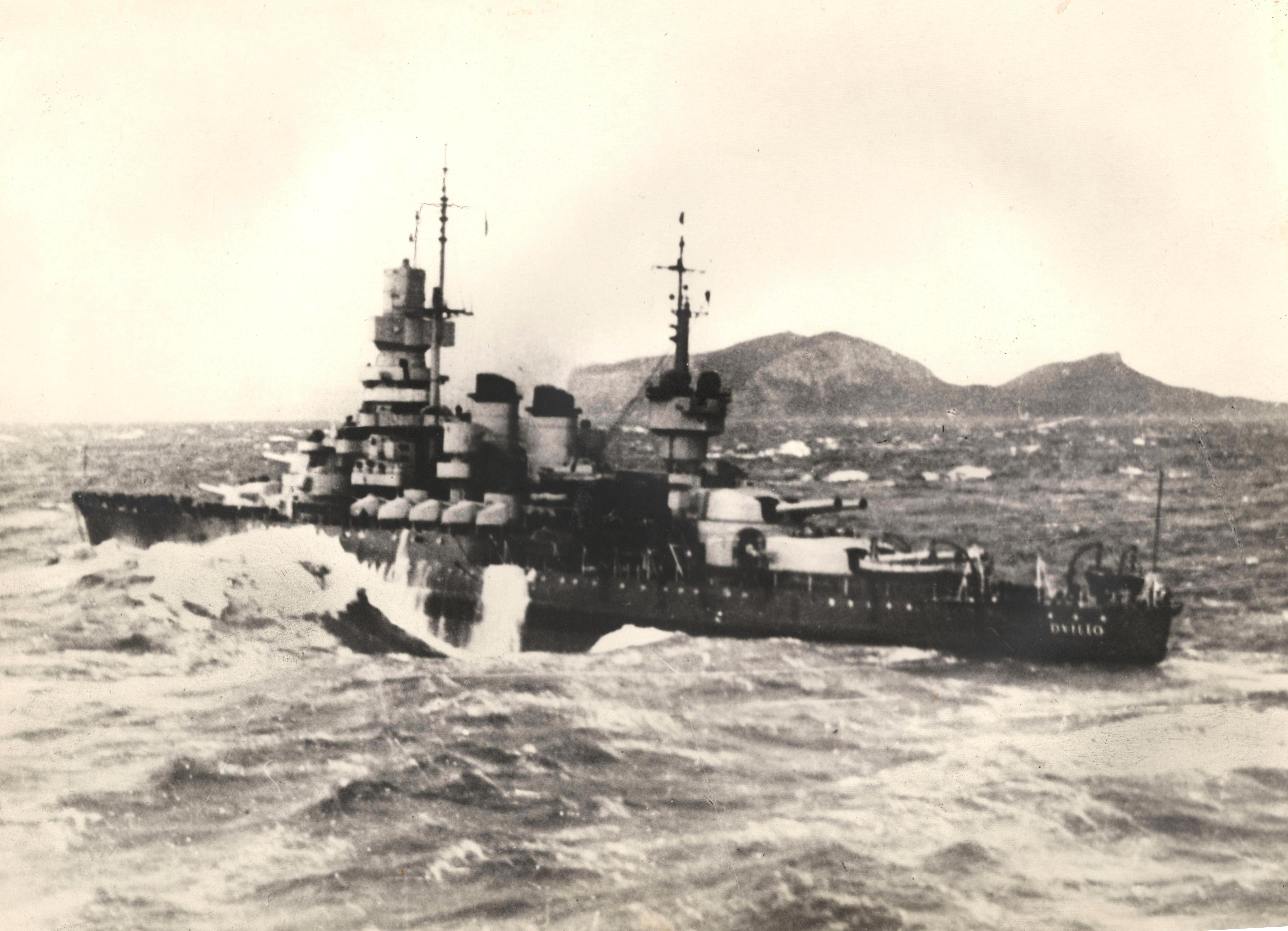
A Caio Duilio olasz csatahajó az 1940-es, 1950-es évek fordulóján, viharos tengeren
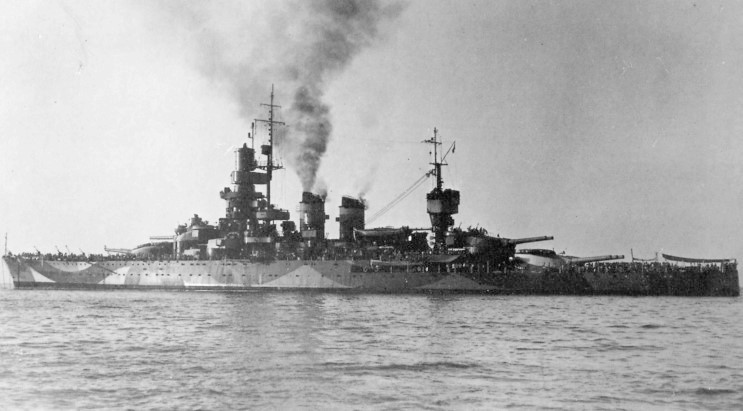
Az Andrea Doria olasz csatahajó 1943. szeptember 9-én, Máltán, a kapituláció után
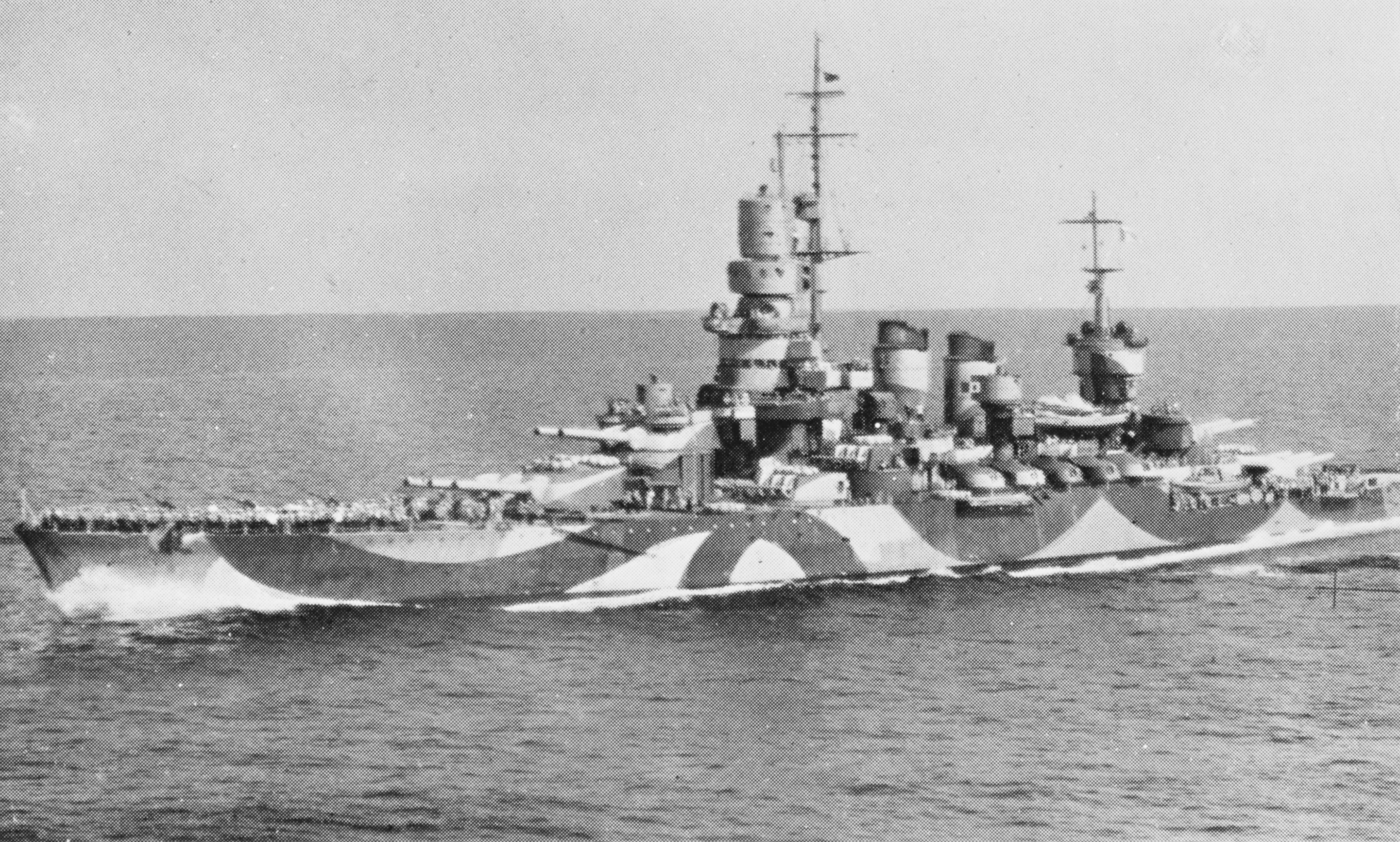
Az Andrea Doria olasz csatahajó 1943. szeptember 9-én, Máltán, a kapituláció után
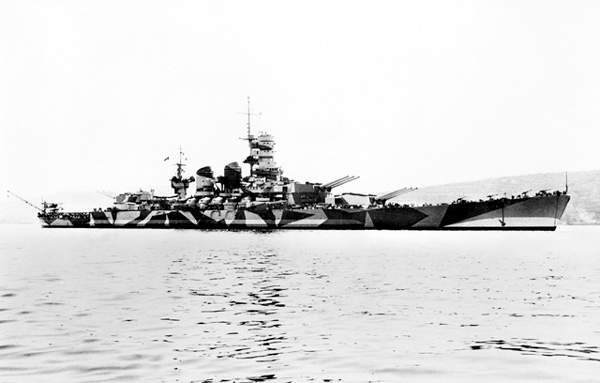
A Littorio osztályú Roma csatahajó. A Littorio osztály felépítményei kialakítása és elrendezése, Pugliese-rendszerű torpedóvédelme, és 90 mm L/53 (Cannone da 90/53) légvédelmi ágyúi megegyeztek a modernizált Caio Duilio osztályéval
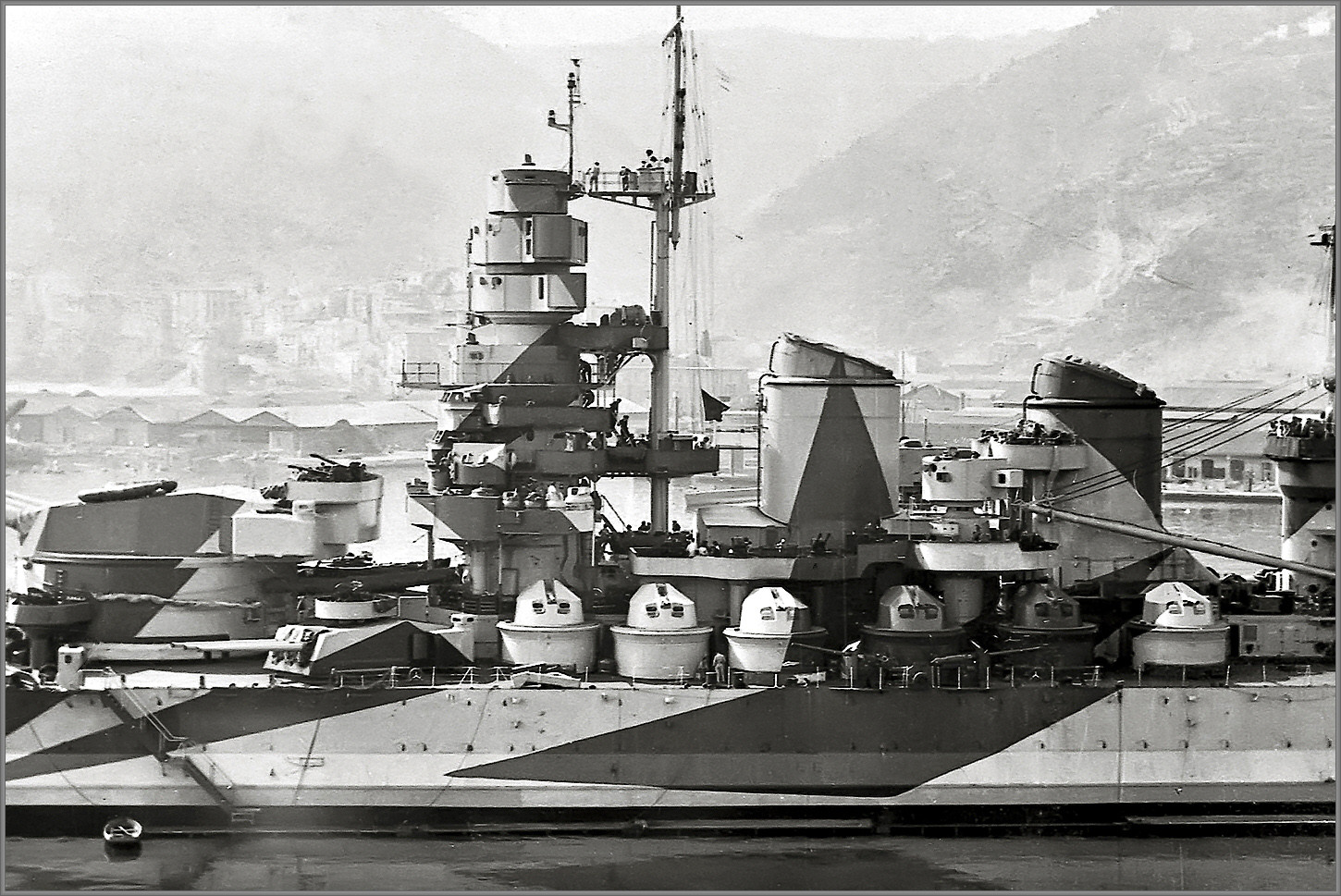
A Littorio osztályú Vittorio Veneto olasz csatahajó felépítményei. Jól látható a hat darab, kis méretű 90 mm L/53 légvédelmi ágyús torony, 10 db ilyen képezte a modernizált Andrea Doria osztály fő légvédelmi fegyverzetét
A Littorio osztály Pugliese-rendszerű torpedóvédelmének rajza, ugyanez a Pugliese-rendszerű torpedóvédelem került beépítésre a modernizált Caio Duilio osztályú csatahajókon